# 이천 소고리 마애여래좌상
이천 소고리 마애여래좌상(利川 所古里 磨崖如來坐像)은 대한민국 경기도 이천시 모가면 소고리에 있는 고려시대의 마애불이다. 1984년 9월 12일 경기도의 유형문화재 제119호로 지정되었다.

## 개요
경기도 이천시 모가면 소고리 마옥산 기슭의 커다란 바위 면에 조각한 마애불이다. 높이 4.7m로 불상의 형태를 얕게 돋을새김한 후 주로 선으로 새겼다.
민머리 위에는 큼직한 머리묶음이 솟아 있고, 넓적하고 둥근 얼굴에는 눈꼬리가 긴 눈과 코, 굳게 다문 입 등이 묘사되었다. 양 귀는 길게 늘어졌고, 목에는 3줄의 삼도(三道)가 있다.
목 주위에는 뒤집어진 옷깃이 새겨져 있고, 가슴에는 흘러내리는 U자형의 옷주름이 조각되어 있다. 가슴 앞으로 들어올린 두 손은 손끝을 맞대어 부처가 설법할 때의 손모양을 하고 있다. 이런 손모양은 법주사 마애여래의상(보물 제216호)과 비교되는 것으로, 고려조각사 연구에 귀중한 자료가 된다.
불상의 머리 뒤에는 여섯 겹의 둥그런 머리광배를 표현하였고, 몸 주위에는 두 겹의 몸광배를 표현하였다.
근엄한 얼굴, 간략화된 옷주름, 세부표현의 형식화, 탄력이 줄어든 선각 등에서 고려 초기의 작품으로 추정된다.

## 참고 문헌
- 소고리마애여래좌상 - 국가유산청 국가유산포털